# Leonardo David
Leonardo David (souvent francisé en Léonard David, en raison du bilinguisme officiel en vigueur en Vallée d'Aoste), né le 27 septembre 1960 à Gressoney-Saint-Jean et mort à Gressoney-La-Trinité le 26 février 1985 des suites d'une chute, était un skieur alpin italien.

## Biographie
Léonard David naît à Gressoney-Saint-Jean, commune walser de la haute vallée du Lys, en Vallée d'Aoste. Il est le fils de Davide David, ancien champion d’Italie de slalom et ancien membre de l'équipe d’Italie de ski. Léonard montre très tôt des dispositions. Ainsi, dès l'âge de 15 et demi, il débute en Coupe d'Europe sous la férule de son père qui l'entraîne. Il remporte une manche dès sa première année en 1976. Lors de la saison 1977, il remporte la Coupe d'Europe de ski. Cette victoire fait dire de lui qu'il peut succéder à Gustav Thoeni qui est en fin de carrière et à Piero Gros. Il participe à sa première coupe du monde en décembre 1978 à Schladming et à une tournée de l'équipe italienne en Argentine.
En l'espace de deux trois mois, il va faire sensation en ne faisant jamais plus mal que 9e à Adelboden. Lors de cette même saison, il réalise plusieurs podiums en slalom et slalom géant. Et logiquement, le 7 février 1979, il remporte le slalom spécial d'Oslo devant Ingemar Stenmark et Phil Mahre. Mais après la manche qui se déroule à Aare, le grand cirque blanc entame la tournée nord-américaine. Entretemps, les championnats d’Italie se déroulent à Cortina d'Ampezzo. Lors de la descente, David chute violemment ; à la suite de cette chute dont il ressort avec une commotion cérébrale, il décide pourtant de partir sur la tournée nord-américaine après avoir consulté un neurologue qui lui demande de ne pas courir s'il continue d'avoir mal à la tête. N'écoutant pas l'avis de médecins, il prend part à la descente pré-olympique de Lake Placid.
La carrière de Léonard David, prometteur espoir du ski italien et mondial, va brutalement s'arrêter à seulement 18 ans et demi. En effet, lors de la descente pré-olympique, alors qu'il souhaite préparer le combiné, il décide de s'aligner dans la descente des pré-olympique ce 3 mars 1979. Ne respectant pas les consignes du médecin qu'il a consulté, il décide de s'aligner bien que sa commotion ne soit pas résorbée et risquerait d'occasionner de graves séquelles en cas de nouvelle chute. Il prend d'ailleurs le départ avec un horrible mal de tête et des engourdissements, signe que la commotion n'est pas guérie. Malheureusement alors qu'il en a presque fini avec la descente, il chute sur le dernier saut. La chute bénigne car David glisse, mais elle se produit à la vitesse d'environ 100 km/h, et on peut quand même remarquer sur les images vidéo de l'accident que la tête de l'Italien est baladée dans tous les sens. Après la chute, il se relève, traverse la piste et sera disqualifié pour avoir passé la ligne sur un ski. Quelques minutes plus tard, il est victime d'un choc spinal provoqué par la chute, ce qui a fait empirer sa commotion cérébrale. Il est alors héliporté à l'hôpital de Burlington dans le Vermont.
Il est soigné dès lors à Burlington dans un coma profond. Les chirurgiens réussissent à réduire l'œdème et redonnent espoir à la famille que le jeune italien se réveille. Il reste dans le Vermont jusqu'au 16 août, date à laquelle, constatant une très légère amélioration, les médecins décident le faire transférer par avion médicalisé en Europe. Lors d'une seconde opération à Innsbruck, le docteur Franz Gerstenbrandt, qui l'opère, découvre que l'Italien n'aurait jamais dû prendre le départ, car la commotion dont il souffrait était grave, et que l'Italien aurait dû être hospitalisé à Cortina. Le neurologue de Lecco n'aurait probablement pas dû le laisser partir, mais c'est Léonard qui a pris la décision de concourir contre l'avis du neurologue. Durant les deux années suivantes, ses parents consultent divers spécialistes pour essayer de guérir leur fils, afin d'essayer de le sortir du coma profond dans lequel il est plongé depuis plus d'une année. Léonard parvient ainsi à bouger les mains et les lèvres et à prononcer quelques mots, mais il restera à jamais tétraplégique. Léonard David meurt finalement le 26 février 1985 dans son sommeil d'une insuffisance cardiaque.
Ses parents attaqueront les instances mondiales et l'hôpital de Lecco pour négligence, mais seront déboutés par la justice.

## Palmarès

### Coupe du monde
- Meilleur résultat au classement général : 11e en 1979
  - 1 victoire : 1 slalom

### Saison par saison
- Coupe du monde 1979 :
  - Classement général : 11e
    - 1 victoire en slalom : Kirkerudbakken, Oslo